# I ragazzi della Nickel (romanzo)
I ragazzi della Nickel (The Nickel Boys) è un romanzo dello scrittore statunitense Colson Whitehead, pubblicato nel 2019 e premiato con il Premio Pulitzer per la narrativa nel 2020.

## Trama
Ambientato nella Tallahassee degli anni 60, il romanzo racconta di Elwood Curtis, un giovane afroamericano condannato a scontare una pena detentiva nel riformatorio giovanile di Eleanor, la Nickel Academy, con l'accusa di aver guidato una macchina rubata. Alla Nickel, Elwood diventa amico del pessimista Jack Turner e tenta di scontare la propria pena senza incidenti. Tuttavia, il giovane fallisce nel suo intento e viene violentemente percosso dalle guardie dopo aver sventato lo stupro di un compagno di prigionia e per aver scritto una lettera alla direzione in cui si lamentava della condizioni disumane del carcere. Turner ascolta accidentalmente una conversazione tra una guardia e il direttore, che ordina l'omicidio di Elwood; i due amici decidono quindi di cercare di evadere, ma solo Turner riesce a salvarsi, mentre Elwood viene ferito a morte da un colpo di pistola. Con il passare degli anni Turner, che ha adottato il nome e l'identità dell'amico, vive seguendo gli ideali di Elwood e realizza il suo sogno di cominciare un proprio business a New York. Negli anni 2010 la polizia comincia a investigare sui crimini perpetrati alla Nickel Academy e Turner decide di tornare a Tallahassee per testimoniare contro i suoi carcerieri e riabilitare il nome di Elwood.

## Personaggi
- Elwood Curtis, un giovane universitario afroamericano formatosi sugli ideali di Martin Luther King, ottimista e desideroso di rendere il mondo un posto migliore.
- Jack Turner, un giovane cinico che non ha fiducia nel fatto che gli Stati Uniti potranno mai liberarsi dal loro passato fondato sulla schiavitù e il genocidio.

## Accoglienza

### Critica
Il romanzo ha ricevuto un'accoglienza molto positiva da parte della critica, ottenendo recensioni particolarmente entusiaste dal New York Times, dal Washington Post e da The Guardian.

### Riconoscimenti
Nel 2019 I ragazzi della Nickel è stato tra i finalisti del National Book Critics Circle Award e ha vinto il Kirkus Prize.
Nel 2020 il romanzo è valso a Whitehead il suo secondo Premio Pulitzer per la narrativa (dopo quello vinto tre anni prima per La ferrovia sotterranea) e l'Orwell Prize.